# 盔菊石
盔菊石是生存在早白堊紀海洋中的一屬菊石。牠們是盔菊石超科的代表屬。其化石被發現於歐洲、格陵蘭、墨西哥和阿根廷等地。

## 特徵
盔菊石的殼表有著粗壯的V形肋條，其末端明顯隆起，基部則有膨大的結節。殼體兩側的肋條末端互相交錯排列，於腹側中央則不相連，由一淺溝隔開。殼口為特殊的類六邊形。

## 物種[3]
- Hoplites aguilearae Böse, 1923
- Hoplites obtusenodosa Retowski, 1893
- Hoplites symonensis Böse, 1923
- Neoptychites (Hoplites) wohltmanni van Koenen, 1897